# ديريك غرانت
ديريك غرانت هو لاعب هوكي الجليد كندي، ولد في 20 أبريل 1990 في أبوتسفورد في كندا.

## وصلات خارجية
- ديريك غرانت على موقع دوري الهوكي الوطني (الإنجليزية)
- ديريك غرانت على موقع EliteProspects.com (الإنجليزية)
- ديريك غرانت على موقع HockeyDB.com (الإنجليزية)
- ديريك غرانت على موقع Hockey-Reference.com (الإنجليزية)